# Jokin Murguialday
Murguialday  Elorza est un nom espagnol. Le premier nom de famille, en général paternel, est Murguialday ; le second, en général maternel, souvent omis, est Elorza.
Jokin Murguialday Elorza, né le 19 mars 2000 à Vitoria-Gasteiz, est un coureur cycliste espagnol.

## Biographie
Né le 19 mars 2000 à Vitoria-Gasteiz, Jokin Murguialday est le fils de Javier Murguialday, ancien cycliste professionnel,. Il commence le vélo à l'âge de onze ans au sein de l'école de cyclisme Arabarrak, située à Agurain. 
Lors de sa seconde année juniors, il se distingue en obtenant six victoires,. Il est également sélectionné en équipe d'Espagne pour disputer les championnats d'Europe de Zlín, où il abandonne. Il rejoint ensuite l'équipe amateur de Caja Rural-Seguros RGA en 2019. Dès ses débuts espoirs, il s'impose à deux reprises dans le calendrier amateur basque.
En 2020, il se classe deuxième du contre-la-montre et de la course en ligne aux championnats d'Espagne espoirs. Il termine par ailleurs sixième du Tour de Bulgarie, et surtout huitième du Tour d'Italie espoirs, où il montre de bonnes qualités de grimpeur. 
Il passe finalement professionnel dès 2021 chez Caja Rural-Seguros RGA.

## Palmarès
- 2018
  - Mémorial Aitor Bugallo juniors
- 2019
  - San Gregorio Saria
  - Premio San Pedro[7]
- 2020
  - 2e du championnat d'Espagne du contre-la-montre espoirs
  - 2e du championnat d'Espagne sur route espoirs
  - 3e du Mémorial Santisteban
- 2021
  - 3e du Grand Prix International de Torres Vedras-Trophée Joaquim Agostinho

## Classements mondiaux
| Année           | 2020 |
| --------------- | ---- |
| UCI Europe Tour | 499e |